# Estación de Manzanares-Soto del Real
Manzanares-Soto del Real es una estación de ferrocarril situada en el municipio español de Soto del Real, en la Comunidad de Madrid. La estación está localizada en la orilla de la carretera M-609, sentido Colmenar Viejo, y se encuentra a 6 kilómetros de Soto del Real y a 11 kilómetros de Manzanares el Real, al otro lado del embalse de Santillana. Actualmente la estación está cerrada al tráfico de viajeros, aunque la planta baja del edificio de viajeros acoge un restaurante. La cárcel de Soto del Real, que fue construida en la década de 1990, tiene su emplazamiento en la otra orilla de la M-609.

## Situación ferroviaria
La estación forma parte de la línea férrea de ancho ibérico Madrid-Burgos, punto kilométrico 36,3. Las instalaciones se encuentran situadas a 912,14 metros de altitud. De la estación también sale un ramal ferroviario que enlaza la línea con un cargadero de mercancías perteneciente a la empresa Transervi.

## Historia
Las instalaciones ferroviarias de Manzanares-Soto del Real forman parte del ferrocarril directo Madrid-Burgos. Esta línea fue inaugurada en julio de 1968, tras haberse prolongado las obras varias décadas. Desde su inauguración, la estación fue un fracaso en cuanto al servicio de viajeros. Por su gran lejanía no conseguía dar servicio a los dos pueblos que le dan nombre: Manzanares el Real y Soto del Real. Por ello se construiría posteriormente el apeadero de Soto del Real, aunque este también acabaría cayendo en desuso. Con la decadencia de la línea, las frecuencias fueron reduciéndose hasta que en 1998 se suprimió totalmente el servicio de viajeros en todas las estaciones intermedias del ferrocarril directo Madrid-Burgos (excepto la de Aranda de Duero, que se mantuvo abierta al público hasta su cierre en 2012). 
Desde enero de 2005, con la extinción de la antigua RENFE, el ente Adif pasó a ser el titular de las instalaciones ferroviarias.

### Ampliación de la línea
El plan de Cercanías para 2009-2015, no llevado a cabo en la línea, incluía la estación de Manzanares-Soto del Real en una futura ampliación del servicio hacia el norte, por la línea Madrid-Burgos, que actualmente solo es utilizada por la línea C-4 de Cercanías hasta la estación de Colmenar Viejo. Esta ampliación volvería a convertir en estaciones comerciales a Manzanares-Soto del Real y Soto del Real, después del cierre a viajeros que se produjo en 1998. Debido a que actualmente la electrificación de la vía Madrid-Burgos solo llega a Colmenar Viejo, los planes de ampliación barajaban electrificar el tramo restante hasta Soto del Real. Actualmente la estación está totalmente cerrada al público ya que se están realizando los trabajos de mejora para adaptarla al tráfico de cercanías, con implantación subterránea de cambio de andén.

## Servicios ferroviarios
En la actualidad la estación no cuenta con servicios de pasajeros, si bien por sus vías todavía hay cierto tráfico de mercancías de Sotoferro.